# Ausweichmanöver

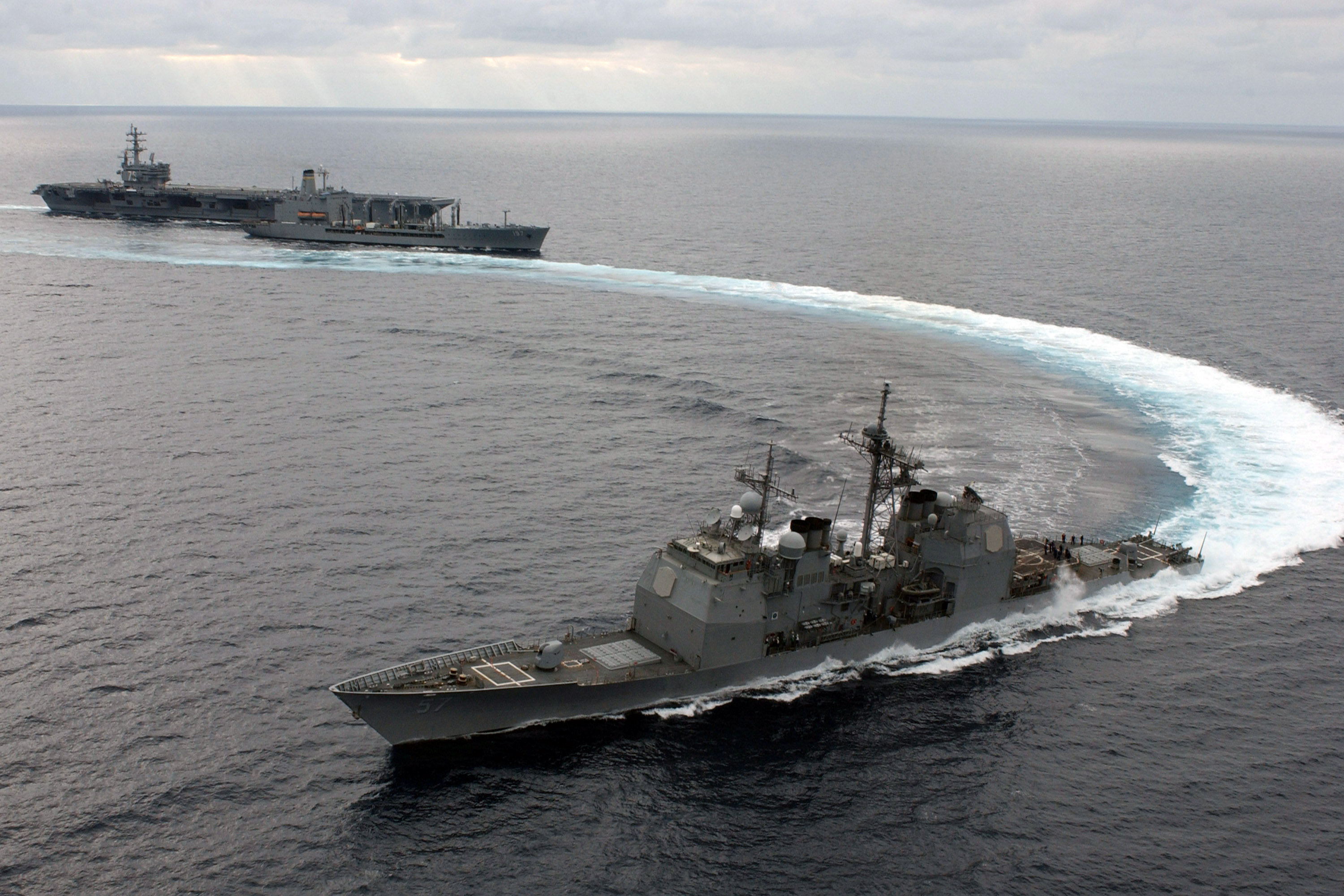
Ausweichmanöver in der Schifffahrt: Lake Champlain

Das Ausweichmanöver dient einem Verfolgten, sich dem Einfluss eines Angreifers zu entziehen.
Der Begriff Ausweichmanöver findet auch im Straßenverkehr Verwendung. Hier dient das Ausweichmanöver  der Unfallvermeidung. In Fahrsicherheitsanlagen kann dies geübt werden.
Im Verhältnis zwischen Verfolger und Verfolgten gilt:
- passives Ausweichmanöver: Der Verfolgte schlägt schnelle und unvorhergesehene Haken, was das Treffen bzw. Einholen erschwert.
- aktives Ausweichmanöver: Durch gezieltes Beobachten und Vorhersehen der Schritte des Angreifers kann der Verfolgte mit geringerem Energieaufwand den Verfolger zu großen Einsätzen verleiten, die seine Kapazitäten erschöpfen und ihn zum Abbruch des Angriffs bzw. der Verfolgung bringen können.
- intelligentes Ausweichmanöver: Der Ausweichende lenkt durch seine Aktionen seinen Verfolger in eine voraussagbare Angriffsstrategie, um dann selbst mit einem Voraussichtsvorteil um so effizienter auszuweichen oder gar zu kontern.

Das passive Ausweichmanöver ist aus der Tierwelt bekannt: Kaninchen schlagen enge Haken und narren somit Hunde und Schützen. Im militärischen Bereich wird die Logik der nächsten Generation von Marschflugkörpern in der Lage sein, passive Ausweichmanöver bei geringer Reduktion der eigenen Trefferqualität auszuführen.
Das aktive Ausweichmanöver ist im Militär zu beobachten: Jagdflugzeuge verhindern so, dass der Gegner in eine Schussposition gelangt, U-Boote können mit mäßigem Energieaufwand sehr lange den Wasserbomben der leichten Korvetten entgehen (in der Regel 2 × 12, später 2 × 15 Einheiten), worauf die Korvette den Rückzug antreten muss.
Das intelligente Ausweichmanöver beruht weniger auf Beobachtung als auf psychologischer Interaktion. Es ist sowohl im Luftkampf zu finden als auch beim Boxen und besonders beim Fechten, wo die Offerte den Gegner dazu bringen soll, kalkulierbar anzugreifen. Sogar im Tierreich lässt sich diese Taktik beobachten, wenn z. B. eine Amsel mit hängendem Flügel auf dem Boden herumhüpft, um eine Katze vom Nest abzulenken. Wenn die Katze die Offerte annimmt, flieht die Amsel unter Verwendung von zuerst aktiver Ausweichmanöver (Flucht von der Katze weg) und dann passiver Ausweichmanöver (Kombination flacher Hüpfer und Flatterflüge um und über Hindernisse hinweg).